# Ådran en Östorp
Ådran en Östorp (Zweeds:Ådran och Östorp) is een tätort in de gemeenten Huddinge en Haninge in het landschap Södermanland en de provincie Stockholms län in Zweden. De plaats heeft 244 inwoners (2010) en een oppervlakte van 107,66 hectare. Eigenlijk bestaat het tätort uit twee plaatsen: Ådran en Östorp.